# Oxira calgary
Oxira calgary är en fjärilsart som beskrevs av Smith 1898. Oxira calgary ingår i släktet Oxira och familjen nattflyn. Inga underarter finns listade i Catalogue of Life.